# タイヤ公正取引協議会
タイヤ公正取引協議会（タイヤこうせいとりひききょうぎかい）は、内閣府所管の団体。タイヤの公正競争規約（景品規約及び表示規約、以下「規約」）の周知徹底、規約についての相談、規約の遵守状況の調査、広報活動、規約に違反する疑いのある事案の調査と違反者に対する措置等を行っている。

## 概要
- 所在：東京都中央区日本橋蛎殻町1-38-9
- 設立：1980年7月30日

## 沿革
- 1980年11月 タイヤ公正取引協議会設立。
- 1982年11月 公正競争規約の施行。
- 1985年6月 おとり広告規制基準の実施。
- 1990年3月 全国チラシ調査開始。
- 1992年3月 店頭表示実態調査開始。
- 1993年3月 景品規約の変更。
- 1994年3月 表示規約の変更。
- 1995年4月 規約違反措置基準の施行。
  - 12月	市販用タイヤの流通及び流通団体の実態調査の開始。
- 1996年8月 景品規約の変更。
- 1999年8月 表示規約の変更。
  - 12月 タイヤ公取協のホームページを開設。
- 2000年7月 自動車雑誌広告調査の開始。
  - インターネット広告調査の開始。
- 2001年7月 表示規約の変更。
- 2003年4月 適正表示推進強化月間をスタート。
- 6月 表示規約施行規則の一部変更。
- 2006年10月 表示規約の一部変更。
- 2009年9月 表示規約の変更。
- 商品性能の数値による比較表示に関わる試験方法及び表示方法に関する運用基準の新設。
- 2014年4月 表示規約の変更。
- 低燃費タイヤに関する試験方法及び表示方法に関する運用基準の新設。
- 2022年5月 表示規約の変更。
- 低車外音タイヤに関する試験方法及び表示方法に関する運用基準の新設。

## 会員

### メーカー
- クムホタイヤジャパン
- コンチネンタルタイヤ・ジャパン
- 住友ゴム工業(DUNLOP/FALKEN)
- TOYO TIRE
- 日本グッドイヤー
- 日本ミシュランタイヤ
- ネクセンタイヤジャパン
- ハンコックタイヤジャパン
- ピレリジャパン
- ブリヂストン
- MAXXIS INTERNATIONAL JAPAN
- 横浜ゴム

### 卸売事業者
- AOIカ-ケア
- 阿部商会
- 石原製作所
- 茨城トーヨー
- 茨城ヨコハマタイヤ販売
- 宇都宮商会
- 栄光商事
- 越後交通
- 沖縄ふそう自動車
- 沖縄ユアサ電池販売
- 沖縄ヨコハマタイヤ
- 鹿児島ヨコハマタイヤ
- 加登ゴム
- 神奈川ハマタイヤ
- カネマス
- ガレージワン
- 共同ゴム工業
- 協和ゴム
- 清原商店
- 釧路ビーエスタイヤ
- 栗林トーヨータイヤ
- 群馬ビーエス
- 五味自動車工業
- 埼玉GY
- サカタタイヤ
- 札樽ヨコハマタイヤ
- ジーワイ山陽
- ジーワイタイヤ青森販売
- ジーワイタイヤ北関東
- 靜甲
- 品川グループ本社
- 島根トヨタ自動車
- 常総産業
- 昭和商事
- 信越自動車商会
- 神姫産業
- 髙瀬商会
- ダンロップタイヤ
- テクノロジー・リソーシズ・インコーポレーテッド
- 東京ジーワイ
- 東北海道いすゞ自動車
- 東北ジーワイ
- トーヨータイヤジャパン
- トサトーヨー
- 鳥取タイヤ
- 鳥取日産自動車販売
- トナミ商事
- 中村オートパーツ
- 新潟商会
- 新潟トーヨー
- 新潟ヨコハマタイヤ
- ニチエイ
- 日産部品山陰販売
- 沼津ジーワイ
- 函館ジーワイ
- 函館バス商会
- 福井タイヤ商会
- ブリヂストン建設タイヤ販売
- ブリヂストンタイヤ岩手販売
- ブリヂストンタイヤ会津販売
- ブリヂストンタイヤ沖縄販売
- ブリヂストンタイヤ北京都販売
- ブリヂストンタイヤ北大阪販売
- ブリヂストンタイヤ信州販売
- ブリヂストンタイヤソリューションジャパン
- ブリヂストンタイヤ高崎販売
- ブリヂストンタイヤ栃木販売
- ブリヂストンタイヤ富山販売
- ブリヂストンタイヤ長野販売
- ブリヂストンタイヤ名古屋販売
- ブリヂストンタイヤ奈良販売
- ブリヂストンはぎの
- 北信ヨコハマタイヤ
- 北海自動車工業
- 北海道産業
- 前側石油 カーライフシステム部
- 松江ゴ
- 松江自動車用品商会
- 丸一産業
- ミシュランタイヤ静岡販売
- ミシュランタイヤ千葉販売
- ミシュランタイヤ福島販売
- 三ツ輪トーヨータイヤ
- 南九州トーヨータイヤ
- 名鉄エリアパートナーズ
- ヤナセオートシステムズ
- 山口ジー・ワイ商会
- 山電商事
- ヨコハマタイヤ滋賀販売
- ヨコハマタイヤジャパン
- ヨロズ物流

### 団体
- 愛知県タイヤ商工協同組合
- 秋田県タイヤ商工協同組合
- イエローハット
- 茨城県タイヤ商工業協同組合
- 大阪府タイヤ商工協同組合
- オートバックスセブン
- 神奈川県タイヤ商工協同組合
- 京都府タイヤ商工協同組合
- 埼玉県タイヤ商工協同組合
- 静岡県タイヤ商工協同組合
- 全国タイヤ商工協同組合連合会
- 東京自動車タイヤ商工協同組合
- 新潟県タイヤ商工協同組合
- (一社)日本自動車整備振興会連合会
- (一社)日本自動車タイヤ協会
- (一社)日本自動車販売協会連合会
- 兵庫県タイヤ商工協同組合
- 広島県タイヤ商工協同組合
- ブリヂストンリテールジャパン
- 三重県タイヤ商工協同組合
- 南東北タイヤ商工協同組合